# Oenanthe meifolia
Oenanthe meifolia är en flockblommig växtart som beskrevs av Joseph Calasenz Schlosser von Klekovski och Ljudevit Farkaš Vukotinović. Oenanthe meifolia ingår i släktet stäkror, och familjen flockblommiga växter. Inga underarter finns listade i Catalogue of Life.